# Acusações de corrupção contra Rod Blagojevich
Acusado
- Ex-governador de Illinois, Rod Blagojevich
- Chefe da equipe de Blagojevich, John Harris

Acusações
- Pedidos de suborno em troca da cadeira de Senador deixada por Barack Obama.
- Fraude de correspondências e de telegramas
- Tentativa de subornar o Chicago Tribune com fundos federais.
- Abuso de poder na tentativa de conseguir contribuintes para o Children's Memorial Hospital

Investigação federal
- Liderada por Patrick Fitzgerald
- Iniciou-se em 2005 (foi intensificada em 5 de novembro de 2008)

Resultados
- Blagojevich foi cassado, removido unanimemente de seu cargo como Governador de Illinois, e impedido de ter novamente qualquer cargo de autoridade no Estado.
- Indiciado por um Grande Júri Federal.[1]

Rod Blagojevich, ex-governador de Illinois, está sob investigação conduzida pelo  Escritório Federal de Investigação dos Estados Unidos  (FBI) desde 2005, pelos crimes de corrupção. Ele e seu chefe de equipe, John Harris, foram acusados de corrupção pelo procurador federal Patrick Fitzgerald. 
Como resultado do escândalo, Blagojevich foi cassado pela Assembleia Geral de Illinois (parlamento bicameral do Estado de Illinois) e removido de seu cargo pelo Senado de Illinois em janeiro de 2009. A investigação federal continuou após a sua cassação, e Blagojevich foi indiciado pelas acusações de corrupção em abril de 2009.
A investigação entrou em conhecimento público quando um juiz federal revelou que Blagojevich era a "Autoridade Pública A" na denúncia formal de Tony Rezko. O caso ganhou atenção com as prisões simultâneas de Blagojevich e de seu chefe de equipe, John Harris, em 9 de dezembro de 2008, em suas casas, realizadas por agentes federais.
Blagojevich e Harris foram acusados de conspiração quando fraudaram cartas e  telegramas, além de solicitar subornos. 
O caso envolveu alegações de casos de pay to play e de tráfico de influência, incluindo a solicitação alegada de benefício pessoal em troca de uma nomeação para o Senado dos Estados Unidos em substituição a Barack Obama, que tinha renunciado ao cargo de senador para ser o Presidente dos Estados Unidos.
O Procurador-Geral  do governo dos Estados Unidos, Patrick Fitzgerald, disse que não havia nenhuma evidência de atos ilícitos por parte de Obama.
Após a prisão, autoridades de Illinois começaram a exigir a renúncia de Blagojevich. 
Os 50 membros do Partido Democrata no Senado dos Estados Unidos pediram para que Blagojevich não nomeasse um novo senador e prometeram não empossar o possível senador que fosse indicado por ele. 
Os legisladores estaduais elaboraram projetos de lei em ambas as casas da Assembleia Geral da Illinois para remover o poder do governador de nomear um senador, e requereram uma nova eleição. Entretanto, os projetos de lei não passaram. 
Blagojevich nomeou então Roland Burris para o cargo de Senador. Apesar das tentativas de impedir a posse de Burris no Senado, ele foi finalmente empossado. 
No entanto, Burris tem se tornado desde então um alvo para os detratores que questionam sobre a possibilidade de ele ter sido honesto em seus meios para conseguir o cargo.
Após alguns dias da prisão de Blagojevich, a Procuradora-Geral de Illinois, Lisa Madigan, encaminhou uma petição à Suprema Corte de Illinois que buscava declarar o governador "incapaz para o cargo", e retirá-lo do seu cargo. A corte negou o pedido. 
Enquanto isso, o Relator da Câmara dos Representantes de Illinois, Michael Madigan (pai de Lisa Madigan) anunciou que, em 16 de dezembro, começariam os procedimentos de cassação. 
A Câmara dos Representantes de Illinois cassou Blagojevich em 9 de janeiro de 2009, e o Senado de Illinois condenou-o e, portanto, também o cassou; o Senado de Illinois também o desqualificou para outros cargos públicos no Estado.

## Eventos anteriores
Blagojevich estava sob investigação por corrupção ativa há vários anos, como parte de uma maior investigação federal comandada por Fitzgerald, chamada de Operação Board Games, que já estava em atividade há mais de três anos  e na qual 15 pessoas já tinham sido acusadas.
Blagojevich já era considerado suspeito há bastante tempo na investigação, mas isto foi confirmado pela Juíza Distrital dos Estados Unidos, Amy St. Eve, que revelou que Blagojevich era a "Autoridade Pública A", referindo-se à denúncia federal de Tony Rezko.
Pouco antes das eleições gerais nos Estados Unidos, em 4 de novembro de 2008, foi concedida a permissão aos investigadores federais de realizar escutas telefônicas de Blagojevich.
Em 8 de dezembro de 2008, numa entrevista coletiva, Blagojevich disse "se você gravar publicamente ou privativamente, posso te contar que o que digo é sempre legítimo, e as coisas pelas quais me interesso sempre são legítimas."  Ele acrescentou que "se qualquer um quiser gravar minhas conversas, vá em frente e sinta-se a vontade para isso. Aprecio qualquer um que queira me gravar abertamente e notoriamente; e aqueles que se sentem como eles querem dedurar, e usam aparelhos de gravação, eu os relembraria que isso cheira como Nixon e Watergate."
Após uma reunião entre Blagojevich e Jackson quanto à vaga de Senador deixada por Obama, quando perguntado sobre o seu pensamento sobre ser alvo de escutas telefônicas federais, Blagojevich declarou: "Eu não acredito que não há nenhuma nuvem sobre mim. Acho que não há nada, mas os raios de sol iluminam-me."
O escândalo e o tumulto público começaram com as detenções do governador de Illinois, Rod Blagojevich,um Democrata, e de seu chefe de equipe, John Harris, às 6:15 (horário local) de 9 de dezembro de 2008, nas suas casas, realizadas por delegados do Serviço de Autoridades dos Estados Unidos, em nome da Escritório Federal de Investigação dos Estados Unidos (FBI). Blagojevich e Harris foram acusados de conspiração, por fraudar correspondência e solicitar propina. 
O caso envolveu varreduras Pay to Play e alegações de tráfico de influência, incluindo a solicitação alegada de benefício pessoal em troca de uma nomeação para o Senado dos Estados Unidos, como um substituto de Barack Obama, que renunciou ao seu cargo após ter sido eleito como Presidente dos Estados Unidos. O Procurador-Geral dos Estados Unidos, Patrick Fitzgerald, disse que não havia indícios de irregularidades cometidas por Obama.
Antes do escândalo, Blagojevich considerava-se como um candidato nas eleições presidenciais de 2016, mas estava disposto a exercer interinamente um cargo como membro do Gabinete dos Estados Unidos, do quadro de embaixadores dos Estados Unidos, ou qualquer outro cargo de alta instância.
O poder legal de nomear um substituto de Obama no Senado dos Estados Unidos foi encarado como algo que Blagojevich via como moeda de troca, de forma que poderia garantir esse futuro.
Logo após a eleição presidencial, ficou muito claro a Fitzgerald a partir de suas gravações que uma venda de vagas no Senado era iminente e ele imediatamente pediu a prisão de Blagojevich.  Após a prisão, o procurador iniciou o processo de se obter uma apuração formal de um grande júri, um processo que teve a permissão de se estender até 7 de abril de 2009.
Um grande júri federal no Illinois exprimiu sua decisão, no qual Blagojevich e cinco outros acusados foram considerados culpados pelas acusações, em 2 de abril de 2009.
Blagojevich é o sétimo Governador de Illinois a ser detido ou indiciado; e ele poderia se tornar o quarto preso, incluindo Dan Walker, desde 1971.
Além das alegações relativas à vaga no Senado, Blagojevich também foi acusado de:
- Tentativa de intimidação para com os proprietários do "Tribune Company", pois Blagojevich exigiu a demissão de editores no Chicago Tribune que criticaram a manipulação pelo governador de assuntos de Estado.
- Abuso de poder relacionado à liberação de 8 milhões de dólares em fundos estatais para o Children's Memorial Hospital, com a expectativa de se obter uma contribuição de campanha de 50.000 dólares.[2][5]
- A tentativa de se obter suborno na forma de 2,5 milhões de dólares em contribuições de campanha (em 2008) de empresas e pessoas que tenham recebido contratos ou precatórios estaduais.[17]

Em 2 de janeiro de 2009, o pedido de Habeas Corpus para Blagojevich foi revogado.
No rescaldo do escândalo, medidas de reforma estão sendo propostas. 
O Senador de Wisconsin, Russ Feingold, que é o presidente da Subcomissão sobre Constituição, Direitos Civis e Direitos de Propriedade da Comissão do Poder Judiciário do Senado dos Estados Unidos, afirmou que vai introduzir uma emenda constitucional exigindo que os lugares vagos no Senado sejam preenchidos por eleições especiais, como a Câmara dos Representantes dos Estados Unidos exige.

## Substituição de Obama no Senado

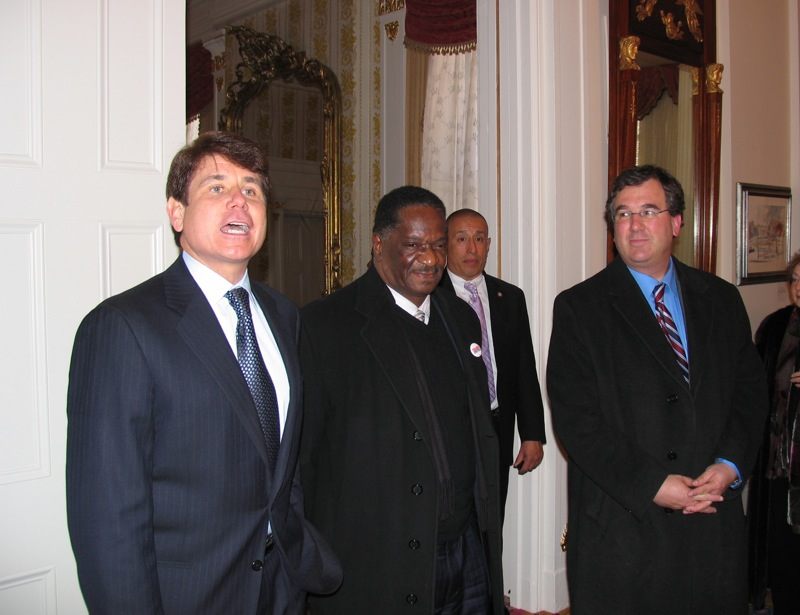
Rod Blagojevich (à esquerda), Emil Jones (no centro) e Jeffrey Schoenberg (à direita) no Illinois Executive Mansion, num almoço após o lançamento da campanha presidencial de Barack Obama.

Fraudes envolvendo a nomeação de um senador para preencher a vaga no Senado deixada por Barack Obama são as mais importantes acusações contra Blagojevich.
Blagojevich foi flagrado numa escuta telefônica dizendo que "é uma "bela bosta", você apenas não revele por nada", e que "se eu não receber o que eu quero … Vou indicar eu mesmo para a vaga no Senado."
Blagojevich estava procurando o seguinte em troca de uma nomeação:
- Um salário significante para si próprio, numa fundação sem fins lucrativos ou numa organização filiada a sindicatos.
- Colocar sua esposa em diretorias corporativas pagas, onde ele especulou que ela possa ganhar tanto quanto 150.000 dólares por ano.
- Promessas de fundos de campanha, incluindo reservas de dinheiro vivo.
- Um posto, ou mesmo o cargo de embaixador para si na Sérvia.

Após a detenção de Blagojevich, o senador americano Rick Durbin emitiu uma declaração sobre a nomeação governamental prospectiva para substituir Barack Obama no Senado: "Nenhuma nomeação feita por este governador, nestas circunstâncias, poderia produzir um substituto credível".
Durbin pediu à Assembleia Geral de Illinois para definir rapidamente uma eleição especial para substituir Obama,pois Illinois já tinha a necessidade de realizar eleições especiais da Câmara dos Representantes para substituir o então representante e Chefe de Gabinete da Casa Branca designado, Rahm Emanuel, no 5º distrito congregacional de Illinois.
O então presidente do Senado, Emil Jones, afirmou que iria convocar uma sessão para considerar a legislação que estabeleceria uma eleição especial para preencher a vaga no Senado deixada por Obama.
Michael Madigan, Relator da Câmara dos Representantes de Illinois, disse que iria convocar a Câmara de Representantes em sessão especial para a consideração de uma eleição especial.
Projetos de lei foram introduzidos nas duas casas para revogar a autoridade legal do governador de nomear um senador, que e teria exigido, ao invés disso, uma eleição especial. A Assembleia Geral de Illinois não debateu os projetos de lei, e que, portanto, não foram promulgados.

### Nomeação de Roland Burris
Em meio à polêmica, em 31 de dezembro de 2008, Blagojevich nomeou Roland Burris,um ex-Procurador-Geral de Illinois e o primeiro afro-americano a ser eleito para um cargo estadual em Illinois para tomar posse da vaga no Senado.
Blagojevich afirmou que, de acordo com a Constituição de Illinois, ele tinha autoridade exclusiva para fazer tal nomeação e que era seu dever garantir que o estado seja plenamente representado no Senado.
O Secretário de Estado de Illinois, Jesse White recusou-se a certificar a seleção de Burris para a cadeira vaga no Senado.
Os líderes do Senado argumentaram que o Regimento do Senado nº2 requer que as credenciais do senador designado jam assinadas pelo governador e pelo secretário de Estado.
Em 6 de janeiro, quando o 111º Congresso dos Estados Unidos abriu sua sessão, a Secretária-Geral dos Estados Unidos, Nancy Erickson, rejeitou as credenciais de Burris porque White não tinha assinado a certificação de nomeação.
O Líder da Maioria no Senado, Harry Reid, ordenou o afastamento de Burris do Senado. O único democrata a mostrar apoio à nomeação de Burris foi a presidente da Comissão do Senado dos Estados Unidos para Regras e Administração, Dianne Feinstein, que reconheceu o mérito da nomeação baseada na autoridade legal do governador de Illinois.
Em 7 de janeiro, Burris reuniu-se com Reid e Durbin, os dois líderes do Senado que declararam que seus apoios eram condicionados a Burris, tanto pela assinatura do secretário de Estado de Illinois quanto pelo testemunho sob juramento perante a Comissão de Investigação de Cassações da Câmara dos Representantes de Illinois.
Em 8 de janeiro, Burris disse perante a Comissão da Assembleia de Illinois que ele não estava envolvido em qualquer irregularidade, a fim de obter a nomeação do Governador.
No dia seguinte, a Suprema Corte de Illinois decidiu que os estatutos prevalecentes não tornam obrigatória a assinatura do secretário de Estado para validar a nomeação do Governador. 
Além disso, o tribunal decidiu que o único ato necessário do Secretário de Estado foi o registro da nomeação nos registros oficiais de Illinois, que Jesse White tinha realizado em 31 de dezembro de 2008.
A Suprema Corte de Illinois decidiu que a forma de certificação recomendada pelo Senado dos Estados Unidos não precisava ser utilizada pelo Estado de Illinois per meio de seu Secretário de Estado.
O tribunal decidiu ainda que a forma de certificação contida no artigo 2 º do Regimento Permanente do Senado dos Estados Unidos era uma forma recomendada, e disse que "nenhuma explicação foi dada de que uma regra do Senado, quer seja formal ou apenas uma questão de tradição, poderia substituir a autoridade do governador para preencher vagas atribuídas aos Estados pela Constituição Federal".
Após a decisão judicial, White deu a Burris uma cópia autenticada, que tem o Selo do Estado de Illinois, do registro da nomeação, que Burris entregou ao Secretário-Geral do Senado.
Em 12 de janeiro de 2009, após considerar as credenciais de Burris válidas, o Senado decidiu empossar Burris.  Burris foi empossado em 15 de janeiro de 2009, pelo Presidente do Senado Dick Cheney.
Burris apresentou uma declaração junto a Comissão da Câmara de Illinois, que supervisionou a cassação do governador Blagojevich, datada de 5 de fevereiro, para completar a sua resposta anterior a uma pergunta formulada pela Comissão.
Burris reconheceu a solicitação de Rob Blagojevich "em assistir na captação de recursos" para o governador três vezes nas semanas e meses antes da nomeação de Burris por Blagojevich. 
Burris afirmou que disse a Rob Blagojevich que não poderia doar para o governador Blagojevich porque "isto poderia ser encarado como uma tentativa de se obter favores junto a ele quanto a sua decisão de nomear um sucessor da vaga deixada no Senador por Obama."  Burris declarou que ele não doou nem levantou fundos doados para a Blagojevich após o levantamento de fundos de 27 de junho de 2008.
Dizendo que isto está em contradição com o testemunho de Burris durante o julgamento da cassação, a Câmara dos Republicanos de Illinois está considerando o prosseguimento de uma investigação perjúria. As autoridades democratas, incluindo a Procuradora-Geral de Illinois, Lisa Madigan, apoiam uma investigação.
Em 16 de fevereiro, em comentários para repórteres, Burris reconheceu que ele pretendia levantar fundos para a campanha do então-governador, Rod Blagojevich, a pedido do irmão do governador, ao mesmo tempo em que estava realizando as medidas necessárias para ser nomeado para o Senado.
Burris é acusado de mentir durante o seu testemunho para a Câmara dos Representantes de Illinois, em 8 de janeiro, e a Comissão Selecionada de Ética do Senado dos Estados Unidos abriu um inquérito preliminar sobre o assunto.
O Relator da Câmara dos Representantes de Illinois, Michael Madigan, enviou materiais para análise na capital de Illinois, Springfield, e a expulsão do Senado dos Estados Unidos é considerada como uma possibilidade, embora apenas 15 pessoas tenham sido expulsas, sendo o caso mais recente de 1862.
A expulsão exigiria  a maioria simples dos votos na comissão e de dois terços dos votantes no Senado.  Nos dias subsequentes, os registros foram revelados, e mostraram que Burris tinha deturpado uma lista de seus clientes lobistas.  A série de controvérsias levaram Durbin a referir ao caso como o embaraçoso "burlesco de Blagojevich", e disse que a renúncia poderia aliviar a situação.  O governador de Illinois, Pat Quinn, convocou uma entrevista coletiva para exigir a renúncia de Blagojevich para o bem dos cidadãos de Illinois. Vários democratas pediram a renúncia de Burris. A Administração de Barack Obama pediu para que ele reconsiderasse o seu futuro, e dois funcionários do quadro de Burris pediram demissão. Em 21 de fevereiro, Burris se reuniu com autoridades federais sobre o seu envolvimento no assunto.
Durbin solicitou uma reunião com Burris em 24 de fevereiro para discutir as revelações. Durbin disse que, durante a reunião, aconselhou-o para que renunciasse: "Eu disse-lhe que, nestas circunstâncias, considerar-me-ia em renúncia", disse Durbin a repórteres. No entanto, Durbin disse que Burris tinha afirmado que ele não "disse que não iria renunciar". Durbin também disse sobre os "planos de Burris para o Eleições para o Senado dos Estados Unidos de 2010 e disse para Burris que seria muito pouco provável que ele obtivesse sucesso nas prévias ou nas eleições gerais. Quinn aprovou uma eleição especial para substituir Burris, mas houve resistências vocais e processuais na Assembleia Geral de Illinois.
Em 25 de fevereiro, Lisa Madigan confirmou a constitucionalidade de realizar uma eleição direta para a vaga no Senado que era anteriormente de Obama, que seria marcada para 26 de maio.
No dia seguinte, uma história veio à tona envolvendo o filho de Burris, que obteve um emprego dado por Rod Blagojevich em 10 de setembro, com um salário anual de 75.000 dólares, como um conselheiro sênior para a autoridade da Câmara do Estado - cerca de seis semanas após o Internal Revenue Service ter imposto 34.163 dólares em penhores para o filho de Burris, e três semanas após uma empresa de hipoteca apresentar um processo de execução de sua casa em South Side.

### Envolvimento de Obama

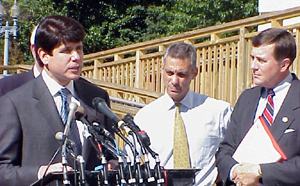
O governador Rod Blagojevich e Rahm Emanuel, Chefe de Gabinete de Obama

Aparentemente, Blagojevich estava consciente de que Barack Obama tinha preferido o "Candidato ao Senado nº1" (Valerie Jarrett), e teria feito esforços para obter favores em troca da nomeação de Jarrett para a vaga deixada por ele mesmo no Senado.
Blagojevich disse em uma conversa com seu chefe de equipe, em referência sobre o que Obama lhe daria em troca da nomeação de Jarrett: "Tudo o que estão me dando em troca é gratidão. A vaga no Senado é uma "bela bosta". Fodam-se." Houve especulação pública sobre a possibilidade do chefe de equipe de Obama, Rahm Emanuel, ter um papel importante em qualquer discussão com o governador. Uma investigação interna feita pela equipe de Obama afirmou que Emanuel tinha comunicado com o governador sobre quem poderia ser nomeado à vaga deixada por Obama, mas nada antiético ou inadequado foi transcorrido.
Em 10 de dezembro, Obama pediu a renúncia de Blagojevich.
Numa entrevista coletiva em 11 de dezembro, Obama declarou que ele, seu pessoal e sua equipe de transição, não estavam envolvidos em qualquer atividade corrupta, e que sua equipe havia sido excluída pela página 76 da declaração juramentada do FBI. Ele afirmou que, não só nunca tinha engajado o governador sobre o tema da vaga deixada por ele no Senado, mas estava "confiante que nenhum representante meu teria qualquer parte em qualquer negociação relacionada a esta vaga." Sua administração compilou um resumo de quem poderia ter conhecimento do que em vários momentos.
Obama afirmou que não pensa que Blagojevich poderia "servir eficazmente a população de Illinois" e que a sua antiga vaga no Senado "pertence ao povo." Ele também afirmou que, para seu governo, nenhum dos seus representantes tinham envolvimento em qualquer negociata com o governador.
Não estão dispostos a dar-me qualquer coisa, exceto apreciação. Que se lixem. Original {{{{{língua}}}}}: —  Rod Blagojevich
Em 15 de dezembro, a equipe de Obama confirmou que a sua revisão interna não encontrou contatos inadequados entre a equipe de Obama e Blagojevich ou a sua equipe,  afirmando "que a revisão afirmou que as declarações públicas do presidente eleito, de que ele não tinha contato com o governador ou com a sua equipe na seleção do seu sucessor como membro da equipe do presidente eleito, não estavam envolvidas em discussões inadequadas com o senador governante."

## Substituindo Blagojevich
Pedidos de renúncia de Blagojevich vindos de Democratas proeminentes
- Em 10 de dezembro de 2008, então-presidente eleito dos Estados Unidos, Barack Obama
- Em 11 de dezembro de 2008, então-presidente da Comissão Nacional Democrata, Howard Dean
- Em 9 de dezembro de 2008, então-vice-governador de Illinois, Pat Quinn
- Procuradora-Geral de Illinois, Lisa Madigan
- Secretário de Estado de Illinois, Jesse White
- Tesoureiro de Illinois, Alexi Giannoulias
- Superintendente-Geral de Illinois, Daniel Hynes
- Em 10 de dezembro de 2008, todos os 50 membros do Partido Democrata no Senado dos Estados Unidos, numa carta enviada pelo Líder da Maioria do Senado, Harry Reid
- Representante do Estado, John Fritchey
- Governador do Colorado, Bill Ritter
- Os Representantes dos Estados Unidos Jan Schakowsky[66] e Jerry Costello[67]

Pedidos de renúncia vindos de Republicanos proeminentes
- Líder da Minoria do Senado de Illinois, Frank Watson
- Congressista americano, John Shimkus

Após sua detenção, o governador Blagojevich compareceu perante o magistrado dos Estados Unidos, o Juiz Nan R. Nolan, na Corte Distrital dos Estados Unidos para o Distrito Norte de Illinois, e foi liberado por uma quantia de 4.500 dólares em fiança. Ele também foi condenado a devolver o seu passaporte e seu cartão de identificação de proprietário de arma de fogo. Ele então retornou ao trabalho, onde o seu gabinete emitiu uma declaração dizendo que "alegações não fazem nada para afetar os serviços, as responsabilidades ou a função do Estado".
Se ele tivesse dito que era culpado das acusações, Blagojevich teria sido forçado a renunciar automaticamente, já que a Constituição de Illinois não permite que criminosos confessos exerçam suas funções.
Em 11 de dezembro de 2008, John Fritchey, um membro Democrata da Câmara dos Representantes de Illinois, enviou uma carta ao Partido Democrata na Câmara de Illinois para delinear as opções para avançar para além da crise provocada pelas denúncias criminais contra Blagojevich. Na carta, Fritchey mencionou os cenários para a substituição do governador Blagojevich:
1. Renúncia voluntária de Blagojevich como governador de Illinois,
2. Apresentação de uma ação sob o artigo 382 pela Procuradora-Geral de Illinois, Lisa Madigan, junto à Supremo Corte de Illinois, para buscar uma decisão judicial para declarar Blagojevich incapaz ou não de exercer suas funções governamentais, e
3. introduzir uma ação na Câmara dos Representantes de Illinois para iniciar o processo de cassação contra o governador Blagojevich.[69]

Em 13 e 14 de dezembro, o advogado de Blagojevich, Ed Genson, nas audiências realizadas pela Comissão Especial para Cassações da Câmara dos Representantes de Illinois, afirmou que o governador não iria renunciar.

### Pedidos pela renúncia
Blagojevich enfrentou pedidos dos membros de ambos os principais partidos políticos, e de políticos proeminentes para a sua renúncia. Em 9 de dezembro, o Vice-governador, Pat Quinn disse numa entrevista coletiva que Blagojevich deve se afastar temporariamente de seu cargo.  Em 10 de dezembro, ele foi mais longe e pediu para que Blagojevich renunciasse, e também levantou questões sobre a sua saúde mental.  As autoridades dos mais altos escalões de Illinois, como a Procuradora-Geral, Lisa Madigan, o Superintendente-Geral, Dan Hynes, o Tesoureiro de Illinois, Alexi Giannoulias e o Secretário de Estado, Jesse White, também pediram a renúncia de Blagojevich.
O presidente em saída da Comissão Nacional Democrata, Howard Dean, também pediu a renúncia do governador.
Em 10 de dezembro de 2008, o Partido Democrata no Senado dos Estados Unidos pediu a renúncia de Blagojevich e exigiu para que ele não nomeasse um substituto na vaga no Senado deixada por Obama. A carta também mencionou que, se Blagojevich nomeasse um sucessor de Obama no Senado dos Estados Unidos, o Senado dos Estados Unidos seria "forçado a exercer [sua] autoridade Constitucional, nos termos do artigo I, Seção 5, para determinar se essa pessoa deve ou não tomar posse." O Líder da Maioria do Senado, Harry Reid, disse que o Senado não poderia empossar alguém nomeado por Blagojevich porque essa pessoa nomeada "estaria sob uma nuvem de suspeitas."
O Líder da Bancada Majoritária, e o senador remanescente de Illinois, Dick Durbin, pediu para que a legislatura do Estado definisse rapidamente uma eleição especial para o preenchimento da vaga no Senado deixada por Obama, dizendo que qualquer nomeação feita por Blagojevich não seria legítima.
O Líder da Minoria do Senado do Estado de Illinois, Frank Watson, o Congressista de Illinois, John Shimkus, e muitos outros legisladores do Estado de Illinois de ambos os partidos também pediram a renúncia de Blagojevich.
O Relator da Câmara dos Representantes de Illinois, Madigan, disse que seria inadequado fazer uma declaração pedindo a renúncia ou uma declaração apoiando uma cassação porque ele teria que presidir qualquer debate sobre a cassação.

### Defesa de Blagojevich
Em 19 de dezembro de 2008, no James R. Thompson Center, Blagojevich disse que ele "não fez nada de errado" e não iria renunciar como governador devido às acusações federais de corrupção. Ele acrescentou que "responderia [todas as perguntas] no fórum apropriado: num tribunal de justiça", onde ele acreditava que seria "justificado", dedicando-se a combater as "falsas acusações e um linchamento político público." Ele prosseguiu à citação do poema de Rudyard Kipling, "If-" "(Se-)". Após ler a declaração preparada, Blagojevich saiu da sala e não foi solicitado por ninguém.

### Ações do Tribunal para declarar Blagojevich incapaz de exercer o cargo
Em 12 de dezembro de 2008, a Procuradora-Geral de Illinois, Lisa Madigan, iniciou os procedimentos legais na Suprema Corte de Illinois para declarar Blagojevich "incapaz de exercer o cargo", caso ele não renunciasse.
Madigan apresentou uma ação junto à Suprema Corte de Illinois solicitando a suspensão temporária dos poderes de Blagojevich, declarando-o incapaz de exercer o cargo, e pediu a nomeação do vice-governador, Pat Quinn, como governador agente. Após falhar nessa tentativa, Madigan tentou buscar uma liminar temporária restringindo Blagojevich de nomear um substituto para a vaga no Senado deixada por Obama. Ela disse que, dada à natureza das acusações, a situação é demasiada grave para esperar a legislatura agir. A Suprema Corte, no entanto, sem pareceres, negou a autorização de Madigan encaminhar a queixa, negou a ação de alívio temporário, e negou uma ação pública-privada que encaminhava uma queixa para remover o governador do cargo.

### Cassação
De acordo com a declaração do FBI, Blagojevich tentou demitir editores do Chicago Tribune  que discutissem sobre a sua possível cassação. Jan Schakowsky, um Democrata representando o 9º Distrito Congregacional de Illinois, pediu o processo de cassação para se verificar se Blagojevich deveria sair ou não de seu cargo imediatamente.
Em 15 de dezembro, o sexto dia após o escândalo, sem nenhuma renúncia por parte do Governador, a Câmara dos Representantes de Illinois decidiu, por 113 votos a 1, iniciar o processo de cassação.  Este foi o primeiro processo de cassação contra um governador de Illinois.  Também, em 15 de dezembro, o Relator da Câmara dos Representantes de Illinois, Madigan, formou uma comissão de investigação bipartidária dentro da Câmara dos Representantes.

É minha intenção nomear uma comissão especial para começar imediatamente uma investigação sobre a conduta do governador e para realizar o trabalho preparatório, que é um pré-requisito para um processo de cassação na Câmara de Illinois — Michael Madigan
Madigan declarou ainda: "Damos ao governador seis dias para que ele renuncie". Ele também afirmou que a comissão trabalharia todos os dias, com a exceção da Véspera de Natal, Natal, Véspera de Ano Novo, Ano Novo, até que tivesse completado o seu relatório. A Câmara de Illinois iria decidir se cassava ou não Blagojevich após a apresentação da conclusão da comissão. O Senado de Illinois teria, então, uma tentativa de remover o governador do cargo. A Líder da Maioria do Senado de Illinois, Barbara Flynn Currie, foi a presidente da Comissão Especial de Cassação.
Madigan afirma que a comissão de cassação iria considerar a acusações criminais pendentes, bem como analisar outras eventuais irregularidades cometidas durante o mandato de Blagojevich, tais como abuso de poder, tomar medidas sem autorização legal, ignorando leis estaduais, e negar pedidos lícitos de informações da Assembleia Geral. Currie afirmou ainda que entre as ações controversas no âmbito da revisão feita pela comissão estaria a compra realizada sob a administração de Blagojevich de vacinas contra gripe, que nunca foram distribuídas, e sua decisão unilateral de enviar uma concessão de um milhão de dólares para uma escola privada que foi danificada quando a histórica Igreja Batista Peregrina foi destruída pelo fogo. Ela também advertiu que o interesse do grupo em investigar atividades criminosas alegadas em torno de Blagojevich pode ser afetado pela forma de como a cooperação estava muito próxima dos investigadores federais, que foi apoiada por um pedido formal por escrito ao Procurador-Geral dos Estados Unidos, Fitzgerald. Em 30 de dezembro, Fitzgerald apresentou uma ação para permitir à comissão de cassação ouvir as conversas gravadas por grampos telefônicos federais durante a sua investigação.

#### Voto de cassação e o julgamento
Em 8 de janeiro, após o testemunho de Roland Burris, os 21 membros bipartidários da Comissão de Cassação votaram por unanimidade a recomendação de que Câmara poderia caçar o governador.  No dia seguinte, todo o Parlamento votou (114-1) pela cassação do governador, o único dissidente foi o Representante da região de Chicago, Milton Patterson. Após a Assembleia de Illinois ter cassado Blagojevich, o Senado de Illinois realizou um julgamento, no qual o Presidente da Suprema Corte de Illinois,  Thomas Fitzgerald, presidiu a sessão, pois, segundo a Constituição de Illinois, a responsabilidade cabia a Fitzgerald, e não ao presidente do Senado, uma vez que o acusado era o governador.
Blagojevich foi o décimo sexto governador nos Estados Unidos e o primeiro governador Illinois a ser cassado. Sete dos quinze anteriores foram removidos.
O artigo de cassação alegava um padrão de conduta que constitui abuso de poder, incluindo os acontecimentos descritos na denúncia penal, além de vários casos de desrespeito da lei de Illinois em seu uso do poder executivo.  Em particular, acusou-se Blagojevich de engajar num comportamento que constitui um padrão de abuso de poder. Entre os erros, estão os seguintes:
- Planos de "obter benefício pessoal em troca de sua nomeação para ocupar a vaga deixada no Senado dos Estados Unidos [pelo presidente-eleito Barack Obama ";
- Planos de intimidar a "Tribune Company" usando fundos estatais, a menos se despedisse alguns membros do conselho editorial, que haviam sido críticos do governador;
- Planos de obter uma contribuição de campanha em troca de assinar uma lei para desviar rendas de cassinos à indústria de corrida de cavalos.[105]

Em 14 de janeiro, a nova sessão da Câmara dos Representantes de Illinois  convocou, e votou a favor de afirmar a votação de cassação da sessão anterior com apenas a cunhada de Blagojevich dissidente.
O julgamento de cassação no Senado do Estado de Illinois iniciou-se em 26 de janeiro de 2009.  Blagojevich boicotou seu próprio julgamento, referindo-se a ele como um tribunal canguru. Nem o governador nem o seu advogado estava presente em Springfield, Illinois, no primeiro dia do julgamento. Blagojevich passou o dia em Nova Iorque fazendo aparições de mídia em vários programas televisivos, incluindo o Good Morning America e o The View. Na sua ausência, uma causa "inocente" foi automaticamente inscrita em seu nome.  No mesmo dia, numa entrevista com Geraldo Rivera a um telejornal de um canal de televisão a cabo, Blagojevich ridicularizou todo o processo. O advogado principal de Blagojevich, Ed Genson, anunciou que estava se retirando do caso, dizendo: "Eu nunca exijo de um cliente para que faça algo que digo, mas eu, pelo menos, os obrigo a ouvir."  Blagojevich foi novamente em Nova Iorque, no dia seguinte, para continuar uma aparente tentativa de faltar às audiêcias, com onze aparições em mídias, tais como o The Early Show, e o The Associated Press .  Blagojevich insistiu que, ao contrário de Richard Nixon, que não queria que suas gravações fossem escutadas durante o Watergate, queria que suas gravações fossem ouvidas, a fim de revelar toda a verdade, que ele sentiu que o vindicariam.
Em 27 de janeiro, procuradores federais liberaram para audição quatro gravações, de entre os milhares de telefonemas interceptadas da casa de Blagojevich e de seus escritórios de campanha. Embora os legisladores tentassem construir um caso de cassação por querer ouvir mais, os procuradores temiam que mais colaborações poderiam comprometer o processo penal contra o governador. As gravações tocadas no julgamento de cassação foram gravadas em novembro e dezembro de 2008, e revelou os esforços de Blagojevich para recolher dinheiro de um proprietário de cavalos de corrida em troca de assinar a legislação que beneficiava a indústria de corridas de cavalos, segundo o procurador. O Senador Estadual Dan Cronin disse que as gravações "batem-me bem aqui no estômago. Este tipo de coisa faz-me lembrar de alguns filmes de Hollywood ou de um casal de assassinos passeando num carro". Daniel Cain, um agente da Agência Federal de Investigação dos Estados Unidos (FBI) que investigou Blagojevich durante anos, também testemunhou em 27 de janeiro e respondeu a perguntas que não se estendiam a informações não apresentadas na declaração.
Em 28 de janeiro, Blagojevich solicitou a apresentação de seus próprios argumentos, embora não iria depor ou submeter-se a interrogatório.  O Senado permitiu a Blagojevich a encaminhar uma apresentação tardia, que lhe permita argumentar por 90 minutos.
No dia seguinte, em 29 de Janeiro, os advogados de acusação apresentaram seus argumentos numa sessão de 40 minutos. Blagojevich, em seguida, apresentou seus argumentos em 47 minutos. Na declaração de Blagojevich continha lembretes de que ele acreditava que o processo estava manchado por não permitir que ele convocasse testemunhas ou contestasse provas (embora, como o Chicago Tribune reportou dois dias antes, o processo, de fato, permitiu ao governador a convocar testemunhas e contestar as provas, mas Blagojevich não tinha feito isso até à data-limite). O julgamento então prosseguiu com 12 minutos de argumentações de contraprova.
Depois de um recesso, o Senado discutiu a votação sobre o artigo de cassação. Conforme a Constituição de Illinois, era requerida a maioria de dois terços (41 votos)  para condená-lo à cassação. Após várias horas de deliberações, Rod Blagojevich foi condenado e afastado do cargo por 59 votos a 0. Ele também foi impedido de realizar novas funções de autoridade em Illinois numa segunda votação de 59-0.  Pouco depois da votação, o vice-governador, Pat Quinn foi empossado como o novo governador.

## Nomes citados na denúncia
| Nomes citados                    | Nomes citados                   |
| -------------------------------- | ------------------------------- |
| Candidato ao Senado 1            | Valerie Jarrett (provável)      |
| Candidato ao Senado 2            | Lisa Madigan (confirmado)       |
| Candidato ao Senado 3            | Jan Schakowsky (especulação)    |
| Candidato ao senado 4            | Louanner Peters (provável)      |
| Candidato ao Senado 5            | Jesse Jackson, Jr. (confirmado) |
| Candidato ao Senado 6            | J.P. Pritzker (especulação)     |
| Conselheiro do presidente-eleito | Rahm Emanuel (provável)         |
| Governador-delegado A            | Bob Greenlee (provável)         |
| Pessoa A                         | John Wyma (provável)            |
| Levantador de fundos A           | Rob Blagojevich (confirmado)    |
| Lobista 1                        | Lon Monck (provável)            |
| Contribuidor 1                   | John Johnston (confirmado)      |
| Consultor B                      |                                 |
| Pessoa D                         | Raghuveer P. Nayak (confirmado) |

Durante a investigação federal que levou à detenção, a Agência Federal de Investigação dos Estados Unidos (FBI) utilizou grampos telefônicos, tanto nos escritórios de campanha do governador quanto no telefone de sua casa.
Ao invés de identificar as pessoas por nome, a declaração juramentada do FBI usou de outros métodos para se referir a pessoas que não estavam necessariamente sendo acusadas de qualquer crime, incluindo as seis pessoas que Blagojevich estava considerando nomear para a vaga no Senado deixada por Barack Obama.
A declaração disse que um representante do Senado (5) tinha proposto que o candidato teria que levantar até 1 milhão de dólares para a campanha de Blagojevich em troca de ser nomeado para o Senado. Houve especulação por parte de alguns que o candidato ao Senado 5 é o mais propenso a tomar a próxima ação penal do que daqueles que ainda não foram presos. Relatórios mostram apenas as comunicações entre Blagojevich e um representante (candidato ao Senado 5), no entanto.
A ABC News informou que a aplicadores federais da lei identificaram Jesse Jackson, Jr. como candidato ao Senado 5.  Jackson, que foi convidado para um interrogatório com agentes federais, negou que qualquer pessoa em seu nome tivesse oferecido alguma coisa pela vaga no Senado. Jackson afirmou que não era um alvo de uma investigação, mas admitiu que foi questionado.  Também, o WLS-TV relatou em 15 de dezembro que notificou os investigadores que Blagojevich se recusou a nomear a esposa de Jackson, Sandi Jackson, como diretora da loteria estadual porque Jackson se recusou a doar 25.000 ao fundo de campanha do governador.
A declaração afirma que Blagojevich sabia "que o presidente-eleito queria o candidato ao Senado 1 para a vaga deixada por ele no Senado," mas Blagojevich estava chateado porque "não estão dispostos a dar-me qualquer coisa, exceto apreciação, então que se fodam". O The Washington Post identificou o candidato ao Senado 1 como Valerie Jarrett.
Outros prospectos para a vaga no Senado, incluindo o republicano Danny K. Davis e a Procuradora-Geral de Illinois, Lisa Madigan, dizem que não tinham sido contatados por autoridades federais.  Madigan confirmou que ela é o candidato ao Senado 2 no indiciamento. Uma fonte anônima descreveu Louanner Peters como sendo o candidato ao Senado 4.
Em 10 de dezembro de 2008, o Delegado-Governador de Illinois, renunciou, e seu advogado disse que o motivo para a demissão devia ser óbvio. Greenlee foi o colega que aconselhou Blagojevich a tentar a um cargo de gabinete na Secretaria de Energia, porque era um dos que "fazem mais dinheiro". O Delegado-Governador A é apontado, também, como a pessoa que supostamente tentou coagir o Chicago Tribune em nome de Blagojevich.  Schakowsky, Luis Gutiérrez, Jones e a Diretora do Departamento dos Assuntos Veteranos de Illinois, Tammy Duckworth, também estava sob consideração, e, dentre os nomes citados acima, poderiam ser um dos outros candidatos não identificados.
A declaração do FBI de 76 páginas incluiu extensos pormenores dos vários atos do governador, incluindo um telefonema de 10 de novembro entre Blagojevich, Harris, sua esposa, e um grupo de conselheiros em que Harris tinha formulado um acordo com o Service Employees International Union . Harris Blagojevich propôs que iria nomear um novo senador, que seria útil para o presidente em troca de um emprego como chefe do grupo sindicalista Change to Win. O sindicato iria receber um favor indeterminado de Obama mais tarde no âmbito do plano.

## Conclusão do grande júri federal
Em 2 de abril de 2009, um grande júri federal emitiu uma declaração com dezenove acusações, incluindo 16 em que Blagojevich está envolvido, entre eles estão incluídos os crimes de tentativa de fraude econômica, fraudações de telegramas, extorsão, tentativa de extorsão, e de falsas declarações a agentes federais. Cinco de seus assessores mais próximos também foram indiciados em vários crimes:
- Rob Blagojevich, o irmão do ex-governador
- John F. Harris, ex-chefe de equipe de Blagojevich
- Alonzo Monk, outro antigo chefe de equipe
- William Cellini, um levantador de fundos[136][137][138]
- Christopher Kelly, um empresário de Springfield.[135]

Se condenado, o ex-governador poderá pegar até 20 anos de prisão pelas acusações mais sérias.

### Resposta
O ex-governador e sua família souberam da condenação enquanto estavam de férias na Flórida, perto da Disney World. Através do seu publicitário, o ex-governador declarou: "Estou triste e magoado, mas não estou surpreendido com a acusação. Sou inocente. Lutarei agora nos tribunais para limpar meu nome."
O sucessor de Blagojevich, o governador Pat Quinn, respondeu: "Os acontecimentos de 9 de dezembro e os acontecimentos de hoje sublinham para o povo de Illinois que existe uma grave crise de integridade no nosso governo, e acho que é muito, muito importante que as pessoas enfrentem esta crise, aprovar as reformas que irão resolver os problemas e garantir que isto nunca volte a acontecer."